# نانسي شرايبر
نانسي شرايبر (بالإنجليزية: Nancy Schreiber)‏ هي مصورة سينمائية أمريكية، ولدت في 27 يونيو 1949 في ديترويت في الولايات المتحدة.

## وصلات خارجية
- الموقع الرسمي
- نانسي شرايبر على موقع IMDb (الإنجليزية)
- نانسي شرايبر على موقع ألو سيني (الفرنسية)
- نانسي شرايبر على موقع أول موفي (الإنجليزية)
- نانسي شرايبر على موقع قاعدة بيانات الأفلام السويدية (السويدية)
- نانسي شرايبر على موقع قاعدة بيانات الفيلم (الإنجليزية)
- نانسي شرايبر على موقع كينوبويسك (الروسية)